# Île Gabo
Pour les articles homonymes, voir Gabo.
L'île Gabo est une petite île située au large de la côte de l'Est du Victoria, en Australie, entre Mallacoota et le cap Howe à proximité de la frontière avec la Nouvelle-Galles du Sud.
L'île est bien connue pour son phare historique, fait en granit rose provenant de l'île elle-même. Le phare, mis en service en 1862 est, avec ses 47 m de hauteur, le deuxième plus grand d'Australie. Le projecteur est situé à 55 mètres au-dessus du niveau de la mer. Il se caractérise par une série de trois flashs toutes les vingt secondes. Un gardien occupe une maison, un autre bâtiment peut être loué pour un séjour d'une nuit.
L'île abrite la plus grande colonie mondiale de manchots pygmées. L'île est distante du continent d'un kilomètre et accessible par avion et par bateau.
Les services de la météorologie australienne parlent souvent de l'île dans leurs avertissements maritimes pour le Victoria.

## Galerie

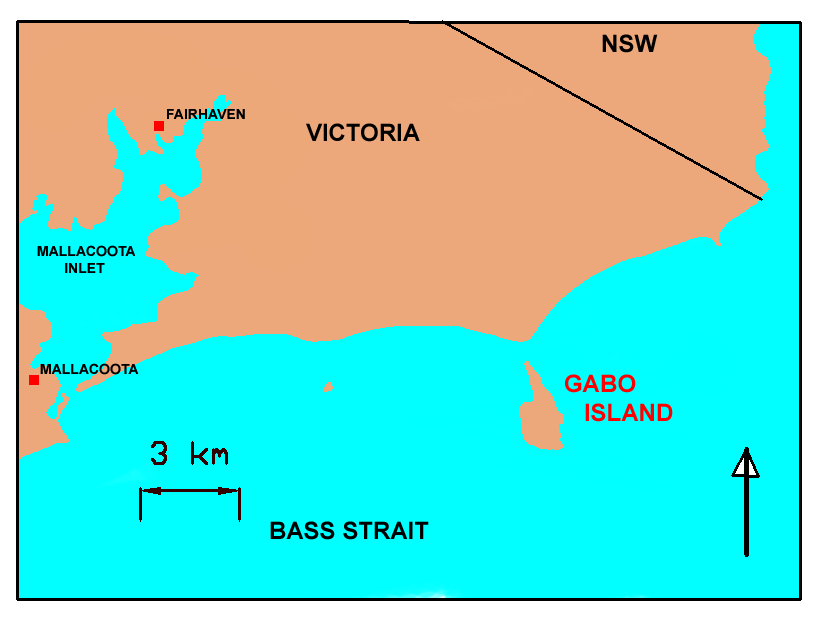
L'île Gabo
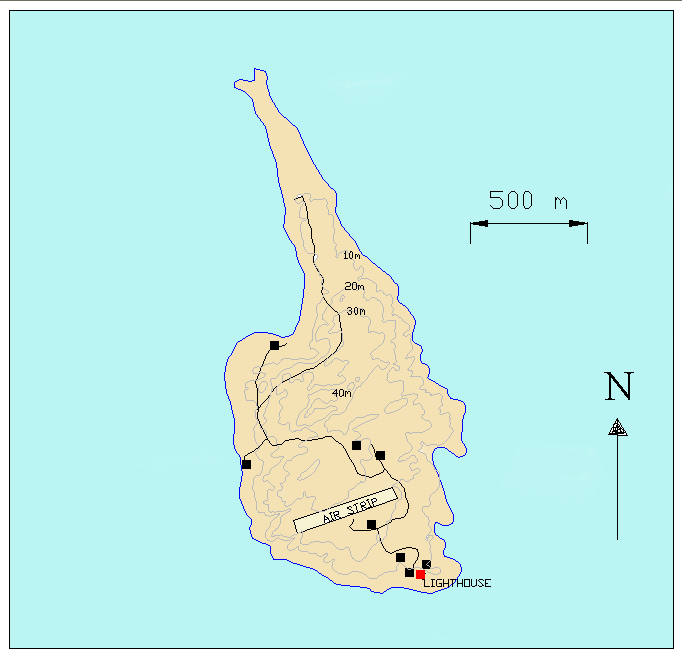
L'île Gabo
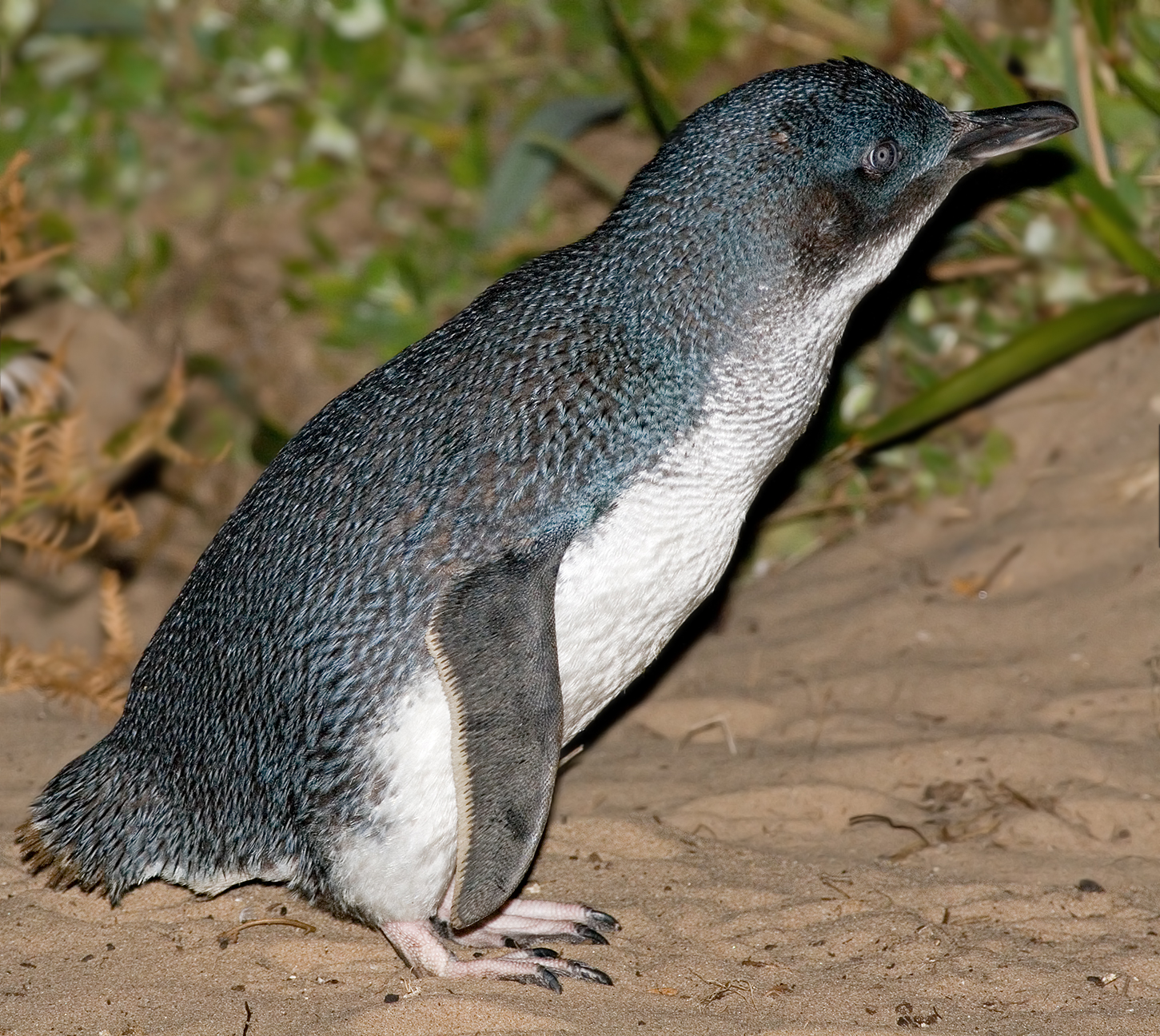
Un manchot pygmée.